# Туринський міський округ
Тури́нський міський округ (рос. Туринский городской округ) — адміністративна одиниця Свердловської області Російської Федерації.
Адміністративний центр — місто Туринськ.

## Населення
Населення міського округу становить 25751 особа (2018; 28274 у 2010, 32540 у 2002).

## Склад
До складу міського округу входять 63 населених пункти, які утворюють 10 територіальних відділів адміністрації:
| Населений пункт                       | Населення, осіб (2002) | Населення, осіб (2010) |
| ------------------------------------- | ---------------------- | ---------------------- |
| Благовіщенський територіальний відділ |                        |                        |
| Благовіщенське, село                  | 778                    | 668                    |
| Димковське, село                      | 570                    | 428                    |
| Зелений Бор, село                     | 101                    | 31                     |
| Кондрахіно, присілок                  | 156                    | 115                    |
| Неймишево, присілок                   | 104                    | 94                     |
| Туманово, присілок                    | 1                      | 0                      |
| Городищенський територіальний відділ  |                        |                        |
| Голишева, присілок                    | 7                      | 1                      |
| Городище, село                        | 792                    | 636                    |
| Красново, присілок                    | 0                      | 0                      |
| Кузнецово, присілок                   | 126                    | 89                     |
| Новоострівна, присілок                | 5                      | 2                      |
| Новоселова, присілок                  | 124                    | 75                     |
| Первіна, присілок                     | 102                    | 19                     |
| Суторміна, присілок                   | 38                     | 28                     |
| Тазово, присілок                      | 28                     | 18                     |
| Чеболтасово, присілок                 | 71                     | 69                     |
| Коркинський територіальний відділ     |                        |                        |
| Борова, присілок                      | 58                     | 69                     |
| Галактіоновка, присілок               | 196                    | 155                    |
| Єрзовське, село                       | 331                    | 287                    |
| Кібірева, присілок                    | 221                    | 215                    |
| Коркинське, село                      | 910                    | 703                    |
| Лугова, присілок                      | 80                     | 64                     |
| Митрофановка, присілок                | 13                     | 10                     |
| Семухіна, присілок                    | 72                     | 62                     |
| Урваново, присілок                    | 24                     | 21                     |
| Шуфрук, селище                        | 30                     | 10                     |
| Ленський територіальний відділ        |                        |                        |
| Березово, присілок                    | 2                      | 0                      |
| Дубровино, присілок                   | 0                      | 0                      |
| Жуковське, село                       | 31                     | 11                     |
| Кумар'їнське, село                    | 44                     | 18                     |
| Ленське, село                         | 852                    | 661                    |
| Нове Шишкино, присілок                | 199                    | 184                    |
| Леонтьєвський територіальний відділ   |                        |                        |
| Кальтюкова, присілок                  | 265                    | 230                    |
| Леонтьєвське, село                    | 383                    | 321                    |
| Назарово, село                        | 178                    | 142                    |
| Пролетарка, селище                    | 137                    | 130                    |
| Устиновка, присілок                   | 23                     | 15                     |
| Липовський територіальний відділ      |                        |                        |
| Кекорка, присілок                     | 0                      | 0                      |
| Липовське, село                       | 759                    | 623                    |
| Петрово, присілок                     | 187                    | 147                    |
| Увельки, селище                       | 39                     | 42                     |
| Чернишово, присілок                   | 122                    | 75                     |
| Шевельовське, присілок                | 6                      | 0                      |
| Туринський територіальний відділ      |                        |                        |
| Туринськ, місто                       | 19313                  | 17925                  |
| Усеніновський територіальний відділ   |                        |                        |
| Бушланово, присілок                   | 137                    | 110                    |
| Давидово, присілок                    | 51                     | 0                      |
| Косарева, присілок                    | 30                     | 14                     |
| Урусова, присілок                     | 64                     | 34                     |
| Усеніново, село                       | 725                    | 622                    |
| Фірсово, присілок                     | 179                    | 114                    |
| Чукреєвське, село                     | 487                    | 373                    |
| Яр, присілок                          | 0                      | 0                      |
| Фабричний територіальний відділ       |                        |                        |
| Антоновка, присілок                   | 25                     | 5                      |
| Водоісточник, селище                  | 0                      | 0                      |
| Добанчино, селище                     | 0                      | 0                      |
| Окунево, селище                       | 0                      | 0                      |
| Поріч'є, селище                       | 10                     | 3                      |
| Сарагулка, селище                     | 153                    | 55                     |
| Смичка, селище                        | 527                    | 385                    |
| Таволожка, присілок                   | 17                     | 6                      |
| Фабричне, селище                      | 1307                   | 1083                   |
| Чекуново, село                        | 312                    | 282                    |
| Шухруповський територіальний відділ   |                        |                        |
| Козакова, присілок                    | 51                     | 48                     |
| Кокузово, присілок                    | 180                    | 128                    |
| Розумово, селище                      | 75                     | 55                     |
| Санаєво, присілок                     | 0                      | 0                      |
| Сенина, присілок                      | 2                      | 2                      |
| Топорково, присілок                   | 6                      | 4                      |
| Шухруповське, село                    | 724                    | 558                    |

- 21 грудня 2015 року були ліквідовані селище Окунево, присілки Дубровино, Кекорка, Красново, Санаєво та Яр[7].

## Найбільші населені пункти
| № | Населений пункт | Населення, осіб (2002) | Населення, осіб (2010) |
| - | --------------- | ---------------------- | ---------------------- |
| 1 | Туринськ        | 19 313                 | 17 925                 |
| 2 | Фабричне        | 1 307                  | 1 083                  |